# Silusa rubra
Silusa rubra – gatunek chrząszcza z rodziny kusakowatych i podrodziny rydzenic. Zamieszkuje Europę.

## Taksonomia
Gatunek ten opisany został po raz pierwszy w 1839 roku przez Wilhelma Ferdinanda Erichsona. Stanowi gatunek typowy podrodzaju Sternusa.

## Morfologia
Chrząszcz o wydłużonym ciele długości od 2,8 do 4 mm, gęsto i grubo z wierzchu owłosionym. Głowa jest pomarańczowa do rdzawobrązowej, wskutek gęstego i grubego punktowania niemal matowa. Czułki mają pomarańczową barwę, a ich przedostatnie człony są tylko trochę poprzeczne. Przedplecze jest pomarańczowe do rdzawobrązowego, czasem jaśniejsze od głowy. Zarys przedplecza jest o ⅓ szerszy niż dłuższy, najszerszy tuż przed środkiem długości i stamtąd ku przodowi zaokrąglony, a ku wyraźnie kanciastym kątom tylnym prosto zwężony. Punktowanie przedplecza jest silne, mniej gęste niż głowy. Pokrywy są pomarańczowe do rdzawobrązowych, gęsto, grubo, chropowato punktowane. Kolor odnóży jest pomarańczowy. Odwłok ma ubarwienie pomarańczowe do rdzawobrązowego z ciemniejszą przepaską poprzeczną na czwartym tergicie albo jest cały ciemny z rozjaśnieniami jedynie na tylnych krawędziach przednich tergitów. Punktowanie na odwłoku jest drobne i rozproszone, co najwyżej przy nasadowych bruzdach tergitów zagęszczone. Samiec ma piąty z tergitów zaopatrzony w dwa podłużne kile. Na bokach przedplecza, pokryw i odwłoka wyrastają bardzo wyraźne, długie szczecinki.

## Ekologia i występowanie
Owad ten zasiedla głównie lasy pierwotne, zwłaszcza na obszarach górskich. Bytuje pod luźną korą drzew liściastych, przy wypływającym z ich ran soku oraz w owocnikach mleczajów.
Gatunek palearktyczny, europejski, znany z Hiszpanii, Francji, Belgii, Holandii, Luksemburga, Niemiec, Szwajcarii, Austrii, Włoch, Estonii, Polski, Czech, Słowacji, Węgier, Rumunii, Chorwacji, Bośni i Hercegowiny oraz północnoeuropejskiej części Rosji.
Na „Czerwonej liście gatunków zagrożonych Republiki Czeskiej” umieszczony jest jako gatunek krytycznie zagrożony wymarciem (CR).